# Alessia Trost
Alessia Trost (Pordenone, 8 marzo 1993) è un'ex altista italiana, medaglia di bronzo mondiale indoor nel 2018.
In carriera è stata campionessa mondiale juniores e allieve, nonché campionessa europea under 23. Ha vinto 6 titoli italiani assoluti, 15 nazionali giovanili e detiene 6 record italiani giovanili, di cui 3 outdoor ed altrettanti indoor nelle 3 principali categorie (promesse, juniores ed allieve).

## Biografia

### Gli inizi e i primi titoli italiani giovanili
Ha dimostrato un talento molto precoce nel salto in alto, in quanto già dalla categoria Esordienti (6-11 anni) saltava 1,37 m (a 9 anni) e 1,55 m (a 11). Da cadetta, nel biennio 2007-2008, ha fatto doppietta di titoli italiani ai campionati nazionali di categoria; in generale, ha conseguito titoli nazionali in tutte le categorie (dalle seniores alle cadette) ed ha vinto il titolo italiano sia indoor che outdoor in tutte e quattro le categorie in cui si disputano anche i nazionali indoor, ovvero assoluti, promesse, juniores e allieve. Ha stabilito il record italiano sia indoor che outdoor delle tre categorie giovanili di cui si disputano i campionati al coperto (promesse, juniores e allieve); il primato della categoria promesse indoor da lei detenuto (2,00 m) è la seconda migliore prestazione italiana di sempre al coperto, dietro solo il primato nazionale di 2,04 m realizzato da Antonietta Di Martino.

### 2009-2010: la storica tripletta italiana in rassegne internazionali giovanili
Nel 2009 è passata all'Atletica Brugnera Friulintagli; doppio titolo italiano annuale allieve nel 2009-2010, in cui si è aggiudicata sia gli indoor che gli outdoor.
Nel 2010 al suo esordio agli assoluti vince la medaglia di bronzo.
Il 10 luglio 2009 Alessia Trost, allora sedicenne, ha ottenuto un risultato storico per l'atletica leggera italiana e cioè la prima medaglia d'oro per l'Italia ai Mondiali allievi organizzati dalla IAAF a Bressanone. Ha vinto poi al Festival olimpico della gioventù europea in Finlandia a Tampere e poi alle Gymnasiadi a Doha in Qatar.
Ha poi ottenuto due medaglie d'argento nel 2010: ai Trials europei giovanili a Mosca, in Russia, e ai Giochi olimpici giovanili estivi nella città-stato di Singapore.

### 2011-2012: arruolamento nelle Fiamme Gialle e il titolo iridato ai Mondiali juniores
Doppietta di titoli italiani, indoor ed outdoor, anche nel biennio da juniores 2011-2012.
Il 13 dicembre del 2011 si è arruolata nel Gruppo Sportivo delle Fiamme Gialle della Guardia di Finanza.
Quarta agli Europei juniores di Tallinn in Estonia.
Quarta classificata agli assoluti indoor 2012.
Il 15 luglio 2012 si laurea campionessa ai Mondiali juniores di Barcellona, in Spagna, con la misura di 1,91 m, provando successivamente ma senza successo la misura di 1,95 m che le avrebbe valso la qualificazione olimpica.
Assente agli assoluti di Bressanone 2012.

### 2013-2015: gli “storici” 2 metri, i titoli italiani, i titoli agli Europei under 23 e l'argento agli Europei indoor
Il 28 gennaio 2013, al Meeting internazionale di Třinec (in Repubblica Ceca), salta 2,00 m È la terza italiana a raggiungere tale quota, dopo Sara Simeoni e Antonietta Di Martino.
Titolo italiano promesse indoor 2013: il 16 febbraio 2013 si aggiudica il titolo di campionessa italiana indoor di salto in alto, grazie alla misura di 1,95 m (si è infatti ritirata alla misura di 2,01 m, che sarebbe stato il suo primato personale).
Agli Europei indoor di Göteborg in Svezia il 3 marzo del 2013 ha terminato al 4º posto; all'Europeo per nazioni di Gateshead (Gran Bretagna) è stata seconda ex aequo con la polacca Kamila Lićwinko.
È stata assente agli italiani promesse.
Il 13 luglio 2013 vince a Tampere la medaglia d'oro degli Europei under 23, stabilendo con la misura di 1,98 m il suo nuovo record personale outdoor. Lo stesso mese, a Milano, si laurea campionessa italiana agli assoluti saltando 1,90 m.
Infine il 17 agosto del 2013 è stata settima ai Mondiali russi di Mosca.
Iscritta agli assoluti indoor 2014, non ha gareggiato, così come agli italiani promesse; ha vinto il titolo italiano promesse indoor e quello assoluto all'aperto. 
Nona classificata agli Europei di Zurigo, in Svizzera.
Assente agli italiani promesse indoor 2015; vittoriosa del titolo italiano agli assoluti al coperto.
Il 7 marzo 2015, in Repubblica Ceca a Praga ottiene la medaglia d'argento agli Europei indoor saltando 1,97 m.
Ha vinto il titolo italiano promesse e poi ha partecipato all'Europeo per nazioni tenutosi a Čeboksary (in Russia), terminando all'8º posto; a Tallinn (Estonia), in occasione degli Europei under 23, ha vinto la medaglia d'oro giovanile continentale, bissando il titolo di due anni prima a Tampere.
Nel luglio del 2015 pur essendo iscritta agli assoluti di Torino, non ha potuto gareggiare a causa di un piccolo fastidio al piede di stacco.
Ad agosto ha dovuto rinunciare ai Mondiali cinesi di Pechino per un problema al tendine d'Achille destro.

### 2016: Gli Europei di Amsterdam, le Olimpiadi di Rio e il cambio di allenatore
Il 2016 è stato per Alessia Trost un anno importante vista la concomitanza di Europei ed Olimpiadi.
Agli Europei di Amsterdam (Paesi Bassi) si è qualificata per la finale saltando 1,89 m, insieme alla sua compagna di allenamenti Desiree Rossit. In finale ha ripetuto la stessa misura, piazzandosi al 6º posto a pari merito con la Rossit e l'ucraina Oksana Okuneva.
Un mese dopo è tornata in pedana per le Olimpiadi di Rio de Janeiro. In Brasile, dopo una qualificazione conquistata facilmente con la misura di 1,94 m, si è classificata 5ª in finale con 1,93 m. La gara è stata vinta dalla veterana Ruth Beitia con 1,97 m.
Dopo questa gara è arrivata la sua decisione di cambiare guida tecnica, lasciando il suo storico allenatore Gianfranco Chessa per trasferirsi ad Ancona ed allenarsi così con Marco Tamberi, padre del campione del mondo indoor ed europeo all’aperto, medaglia d'oro a Tokyo 2021 nonché primatista italiano, Gianmarco Tamberi.

### 2017-2018: l'amarezza a Londra ed il sogno ai Mondiali indoor
Assente agli europei indoor di Belgrado, viene convocata per i Mondiali di Londra 2017, dove non riesce a staccare il pass per la finale, e chiude con la misura di 1,89 m.
Il 1 marzo 2018, ai mondiali indoor di Birmingham salta la misura di 1,93 m che le consente di vincere la medaglia di bronzo, dietro a Maria Lasitskene (2,01 m) e Vashti Cunningham (1,93 m, ma con un nullo in meno).
Agli europei di Berlino si ferma all'8ª posizione con la misura di 1,91 m.

### Ritiro
Il 3 novembre 2024 annuncia il ritiro dall’attività agonistica a causa dell'infortunio patito al tendine d'achille in gennaio.

## Record nazionali

### Promesse
- Salto in alto: 1,98 m ( Tampere, 13 luglio 2013)[11]
- Salto in alto indoor: 2,00 m ( Třinec, 29 gennaio 2013)[12]

### Juniores
- Salto in alto: 1,92 m ( Gorizia, 19 maggio 2012)[11]
- Salto in alto indoor: 1,91 m ( Pordenone, 29 gennaio 2012)[12]

### Allieve
- Salto in alto: 1,90 m ( Pordenone, 22 giugno 2010)[11]
- Salto in alto indoor: 1,87 m ( Ancona, 15 febbraio 2009)[12]

## Progressione

### Salto in alto
| Stagione | Misura | Luogo          | Data       | Rank. Mond. |
| -------- | ------ | -------------- | ---------- | ----------- |
| 2019     | 1,94 m | Bydgoszcz      | 11-8-2019  |             |
| 2018     | 1,91 m | Berlino        | 10-8-2018  | 93ª         |
| 2017     | 1,94 m | Lilla          | 25-6-2017  | 52ª         |
| 2016     | 1,94 m | Rieti          | 25-6-2016  | 10ª         |
| 2016     | 1,94 m | Rio de Janeiro | 18-8-2016  | 10ª         |
| 2015     | 1,94 m | Čeboksary      | 21-6-2015  | 13ª         |
| 2014     | 1,91 m | Rovereto       | 2-9-2014   | 32ª         |
| 2013     | 1,98 m | Tampere        | 13-7-2013  | 7ª          |
| 2012     | 1,92 m | Gorizia        | 19-5-2012  | 26ª         |
| 2011     | 1,87 m | Bressanone     | 18-6-2011  | 71ª         |
| 2010     | 1,90 m | Pordenone      | 22-6-2010  | 39ª         |
| 2009     | 1,89 m | Doha           | 9-12-2009  | 53ª         |
| 2008     | 1,81 m | Roma           | 10-10-2008 |             |

### Salto in alto indoor
| Stagione | Misura | Luogo           | Data      | Rank. Mond. |
| -------- | ------ | --------------- | --------- | ----------- |
| 2020     | 1,90 m | Ancona          | 23-2-2020 |             |
| 2019     | 1,94 m | Hustopeče       | 26-1-2019 |             |
| 2019     | 1,94 m | Banská Bystrica | 9-2-2019  |             |
| 2018     | 1,93 m | Birmingham      | 1-3-2018  | 20ª         |
| 2016     | 1,95 m | Madrid          | 26-2-2016 | 6ª          |
| 2015     | 1,97 m | Praga           | 7-3-2015  | 4ª          |
| 2014     | 1,96 m | Padova          | 11-1-2014 | 9ª          |
| 2013     | 2,00 m | Třinec          | 29-1-2013 | 1ª          |
| 2012     | 1,91 m | Pordenone       | 29-1-2012 | 23ª         |
| 2011     | 1,89 m | Ancona          | 12-2-2011 | 26ª         |
| 2010     | 1,84 m | Ancona          | 14-2-2010 | 83ª         |
| 2009     | 1,87 m | Ancona          | 15-2-2009 | 37ª         |

## Palmarès
| Anno | Manifestazione      | Sede           | Evento        | Risultato | Misura | Note                                     |
| ---- | ------------------- | -------------- | ------------- | --------- | ------ | ---------------------------------------- |
| 2009 | Mondiali U18        | Bressanone     | Salto in alto | Oro       | 1,87 m | [ 13 ]                                   |
| 2010 | Olimpiadi giovanili | Singapore      | Salto in alto | Argento   | 1,86 m | [ 14 ]                                   |
| 2011 | Europei U20         | Tallinn        | Salto in alto | 4ª        | 1,85 m | [ 15 ]                                   |
| 2012 | Mondiali U20        | Barcellona     | Salto in alto | Oro       | 1,91 m | [ 16 ]                                   |
| 2013 | Europei indoor      | Göteborg       | Salto in alto | 4ª        | 1,92 m | [ 17 ]                                   |
| 2013 | Europei U23         | Tampere        | Salto in alto | Oro       | 1,98 m | [ 18 ]                                   |
| 2013 | Mondiali            | Mosca          | Salto in alto | 6ª        | 1,93 m | [ 19 ]                                   |
| 2014 | Europei             | Zurigo         | Salto in alto | 9ª        | 1,90 m | [ 20 ]                                   |
| 2015 | Europei indoor      | Praga          | Salto in alto | Argento   | 1,97 m | [ 21 ]                                   |
| 2015 | Europei U23         | Tallinn        | Salto in alto | Oro       | 1,90 m | [ 22 ]                                   |
| 2016 | Mondiali indoor     | Portland       | Salto in alto | 7ª        | 1,93 m |                                          |
| 2016 | Europei             | Amsterdam      | Salto in alto | 6ª        | 1,89 m | [ 23 ]                                   |
| 2016 | Giochi olimpici     | Rio de Janeiro | Salto in alto | 5ª        | 1,93 m | [ 24 ]                                   |
| 2017 | Mondiali            | Londra         | Salto in alto | 19ª (q)   | 1,89 m |                                          |
| 2018 | Mondiali indoor     | Birmingham     | Salto in alto | Bronzo    | 1,93 m | Miglior prestazione personale stagionale |
| 2018 | Europei             | Berlino        | Salto in alto | 8ª        | 1,91 m | =                                        |
| 2019 | Europei indoor      | Glasgow        | Salto in alto | 18ª (q)   | 1,85 m |                                          |
| 2019 | Mondiali            | Doha           | Salto in alto | 14ª (q)   | 1,92 m |                                          |
| 2021 | Europei indoor      | Toruń          | Salto in alto | 6ª        | 1,92 m |                                          |
| 2021 | Giochi olimpici     | Tokyo          | Salto in alto | 20ª (q)   | 1,90 m |                                          |

## Campionati nazionali
- 4 volte campionessa assoluta nel salto in alto (2013, 2014, 2016, 2019)
- 4 volte campionessa assoluta indoor nel salto in alto (2013, 2015, 2016, 2018)
- 2 volte campionessa promesse nel salto in alto (2013, 2015)
- 2 volte campionessa promesse indoor nel salto in alto (2013, 2014)
- 2 volte campionessa juniores nel salto in alto (2011, 2012)
- 2 volte campionessa juniores indoor nel salto in alto (2011, 2012)
- 1 volta campionessa allieve della staffetta 4x100 m (2010)
- 2 volte campionessa allieve nel salto in alto (2009, 2010)
- 2 volte campionessa allieve indoor nel salto in alto (2009, 2010)
- 2 volte campionessa cadette nel salto in alto (2007, 2008)

2007
- Oro ai Campionati italiani cadetti e cadette, (Ravenna), Salto in alto - 1,66 m[25]

2008
- Oro ai Campionati italiani cadetti e cadette, (Roma), Salto in alto - 1,81 m[26]

2009
- Oro ai Campionati italiani allievi-juniores-promesse indoor (Ancona), Salto in alto - 1,87 m[27]
- Oro ai Campionati italiani allievi e allieve, (Grosseto), Salto in alto - 1,72 m[28]

2010
- Oro ai Campionati italiani allievi-juniores-promesse indoor (Ancona), Salto in alto - 1,84 m[29]
- Bronzo ai Campionati italiani assoluti (Grosseto), Salto in alto - 1,84 m[30]
- Oro ai Campionati italiani allievi e allieve, (Grosseto), Salto in alto - 1,82 m[31]
- Oro ai Campionati italiani allievi e allieve, (Grosseto), 4x100 m - 48”96[32]

2011
- Oro ai Campionati italiani allievi-juniores-promesse indoor (Ancona), Salto in alto - 1,89 m[33]
- Oro ai Campionati italiani juniores e promesse, (Bressanone), Salto in alto - 1,87 m[34]

2012
- Oro ai Campionati italiani allievi-juniores indoor, (Ancona), Salto in alto - 1,87 m[35]
- 4ª ai Campionati italiani assoluti indoor, (Ancona), Salto in alto - 1,81 m[36]
- Oro ai Campionati italiani juniores e promesse, (Misano Adriatico), Salto in alto - 1,90 m[37]

2013
- Oro ai Campionati italiani assoluti e promesse indoor, (Ancona), Salto in alto - 1,95 m[38]
- Oro ai Campionati italiani assoluti e promesse indoor (Ancona), Salto in alto - 1,95 m[39]
- Oro ai Campionati italiani assoluti, (Milano),
Salto in alto - 1,90 m[40]

2014
- Oro ai Campionati italiani juniores e promesse indoor, (Ancona), Salto in alto - 1,90 m[41]
- Oro ai Campionati italiani assoluti, (Rovereto), Salto in alto - 1,90 m[42]

2015
- Oro ai Campionati italiani assoluti indoor, (Padova), Salto in alto - 1,92 m[43]
- Oro ai Campionati italiani juniores e promesse, (Rieti), Salto in alto - 1,86 m[44]

2016
- Oro ai Campionati italiani assoluti indoor, (Ancona), Salto in alto - 1,94 m[45]
- Oro ai Campionati italiani assoluti, (Rieti), Salto in alto - 1,94 m[46]

2018
- Oro ai campionati italiani assoluti indoor, salto in alto - 1,90 m

2019
- Oro ai campionati italiani assoluti, salto in alto - 1,86 m
- Argento ai campionati italiani assoluti indoor, salto in alto - 1,88 m

2020
- Argento ai campionati italiani assoluti, salto in alto - 1,90 m

2021
- Argento ai campionati italiani assoluti, salto in alto - 1,82 m
- Oro ai campionati italiani assoluti indoor, salto in alto - 1,92 m

2023
- Argento ai campionati italiani assoluti, salto in alto - 1,84 m

## Altre competizioni internazionali
2009
- Oro al Festival olimpico della gioventù europea ( Tampere), salto in alto - 1,85 m[13]
- Oro alle Gymnasiadi ( Doha), salto in alto - 1,89 m[13]

2013
- Argento nella Super League degli Europei a squadre ( Gateshead), salto in alto - 1,92 m[47]

2015
- 8ª nella Super League degli Europei a squadre ( Čeboksary), salto in alto - 1,94 m[48]

2017
- 5º all'Athletissima ( Losanna), salto in alto - 1,93 m
- 4º al Golden Gala ( Roma), salto in alto - 1,91 m
- 4º all'Herculis ( Monaco), salto in alto - 1,85 m
- 7º al Bauhaus-Galan ( Stoccolma), salto in alto - 1,85 m

2018
- 5º ai London Anniversary Games ( Londra), salto in alto - 1,91 m
- 5º al Bauhaus-Galan ( Stoccolma), salto in alto - 1,90 m
- 7º al Golden Gala ( Roma), salto in alto - 1,88 m
- 10º al Meeting de Paris ( Parigi), salto in alto - 1,85 m

2021
- 6º al Prefontaine Classic ( Eugene), salto in alto - 1,83 m
- 9º al Memorial Van Damme ( Bruxelles), salto in alto - 1,80 m